# 1956 у футболі
Нижче наведені футбольні події 1956 року в усьому світі.

## Події
- Відбувся перший кубок Азії, переможцем якого стала збірна Південної Кореї.

## Засновані клуби
- Пахтакор (Узбекистан)
- Тре Пенне (Сан-Марино)

## Національні чемпіони
- Англія: Манчестер Юнайтед
- Аргентина: Рівер Плейт
- Італія: Фіорентіна
- Іспанія: Атлетік (Більбао)
- Парагвай: Олімпія (Асунсьйон)
- СРСР: Спартак (Москва)
- ФРН: Боруссія (Дортмунд)
- Франція: Ніцца
- Швеція: Норрчепінг
- Шотландія: Рейнджерс
- Югославія: Црвена Звезда

## Міжнародні турніри
- Літні Олімпійські ігри 1956 р. у Мельбурні (Австралія) (24 листопада — 8 грудня 1956 р.)
  1.  СРСР
  2.  Югославія
  3.  Болгарія